# Храм Спаса Нерукотворного Образа (Есиплево)
Храм Спаса Нерукотворного Образа (Спасская церковь) — православный храм в селе Есиплеве Заволжского района Ивановской области. Относится к Кинешемской епархии Русской православной церкви. Построен в 1806 году.
Стиль — ранний классицизм. Имеются престолы Всемилостивому Спасу, Феодоровской иконе Божией Матери и Иоанну Предтече. Храм расположен на северной окраине села, возле глубокого оврага. Объект культурного наследия народов РФ местного значения.

## История
В XVII веке в рамках церковно-административного деления сельский приход принадлежал к Плесской десятине. В 1620 году упоминалась церковь «Николы чуд. в селе Есиплеве». В 1629 году «по писцовым Кинешемским книгам писца Афонасия Векова написано: за Пауком Сназиным в вотчине село Есиплево на Колдомском рубеже на речке на Локше, … а в селе церковь Николы чудотворца».
Нынешняя каменная Спасская церковь в селе с такой же колокольней построена в 1806 году на средства прихожан, включая помещика. Возведена из кирпича и покрыта штукатуркой. Освящена 1 (14) августа (Всемилостивый Спас). Имела каменную ограду. При церкви располагалось кладбище. Престолов было три: во имя Всемилостивого Спаса, Феодоровской иконы Божией Матери и Иоанна Предтечи.
В конце XIX — начале XX века попечителями церкви были помещики Качаловы, мать и сын. С 1840 по 1845 год в храме служил Алексий Павлов; в 1846—1885 годах — Василий Беляев; затем его сын Василий Васильевич Беляев; с 1885 года по 1906 год настоятелем храма являлся Александр Горский. Последним настоятелем храма был отец Иоанн Лапшанский.
Иоанн Лапшанский служил в храме в течение 28 лет вплоть до её закрытия в 1934 году. В 1932 году активисты предприняли попытку сбросить купола с колокольни, однако селяне им помешали. Колокола были сброшены в 1934 году ночью тайным образом. Иоанн Лапшанский уехал сразу после закрытия храма. Его большой дом стоял до середины 1970-х годов. Диакон А. Чудецкий остался в селе, проживая в своём небольшом доме возле храма, однако в этом помещении вскоре была организована сапожная мастерская. А. Чудецкий также уехал. В советский период в помещении церкви размещались различные мастерские, перед войной здесь находилась МТС.
По состоянию на 2000 год были утрачены колокольня, глава храма, своды апсиды, фасадный декор трапезной.
Согласно дневниковым записям старосты Спасской церкви Валентины Николаевны Карушиной, в августе-октябре 1999 году проходил сбор подписей в пользу восстановления церкви и начались работы; в 2001 году состоялась первая служба на Рождество Христово в малой (домовой) церкви (бывшем магазине сельхозтехники); 10 октября 2001 года начала работать воскресная школа при храме; 27 сентября 2002 года на Воздвижев день состоялось воздвижение креста на храме; в том же году восстановлены барабан и луковка; в 2003 году купол был покрыт железом и строятся стропила на зимнем храме; осенью 2003 года крыша зимнего храма была покрыта железом и устанавливается луковка; в июле 2004 году состоялось воздвижение креста на луковку зимнего храма; весной 2005 года прошло восстановление алтаря; 7 июля 2005 года прошла первая за 70 лет литургия, проведён крестный ход с освящением храма; в октябре 2006 года — октябре 2008 года велись реставрационные работы в зимнем храме; 7 января 2008 года в Рождество Христово прошла первая литургия в зимнем храме; начались постоянные службы; 23 мая 2010 года впервые за 77 лет (с 1933 года) в храме совершено таинство венчания.

## Архитектура
Храм оригинален по своей объёмно-пространственной композиции, в основе имеет ротонду. Его стиль — ранний классицизм. Массивная двусветная ротонда имеет аттиковый ярус, завершается высокой купольной кровлей и играет доминирующую роль в композиции. К ротонде примыкают разновысокие пониженные объёмы прямоугольной по форме апсиды с двускатной кровлей и ориентированной поперечно трапезной, которая имеет срезанные восточные углы и перекрыта высокой выпуклой кровлей. На стенах ротонды — пилястры с филёнками во всю высоту и ушками, которые стилизованы под ионические капители. Между ними в немного заглублённых нишах расположены прямоугольные окна, часть из них ложные. Восемь окон аттика перемежаются горизонтальными прямоугольными рамками. Основной объём и аттик ротонды завершены ступенчатыми карнизами. Фасадный декор апсиды содержит подобные элементы, включая строгую полочку, расположенную под скромным ступенчатым карнизом, и прямоугольные вертикальные рамки, находящиеся по сторонам окон. Трапезная не имеет столпов, её перекрывает высокий лотковый свод, имеющий распалубки над окнами. Купол ротонды в форме яйца. Ранее он имел световой барабан.